# Giusy Cecchi
Giuseppina Cecchi, detta Giusy (Roma, 26 ottobre 1959), è un'ex cestista italiana.
Playmaker di 170 cm, ha giocato in Serie A2 a Trapani ed in Serie A1 con il Basket Ferrara e Priolo Gargallo.
Figlia di Remo Cecchi e Elsa Valenti. Nipote del giocatore della Lazio, Edoardo Valenti. Cresciuta a Roma, nel quartiere di Testaccio, dove ha iniziato a giocare a 14 anni a pallacanestro nell’oratorio salesiano di Santa Cecilia. Ha debuttato con la squadra Juniores del suddetto oratorio e con l'allenatrice Ornella Speranza. Promessa del calcio femminile, appena adolescente, un osservatore andò al negozio della madre per proporre ai suoi genitori di farla debuttare nel mondo del calcio femminile, ma i genitori rifiutarono.
Ha giocato con le seguenti squadre: Esperia Dentigomma Roma; Dietalat Parma, Viterbo, Ferrara, Trapani, Bari, ENIMONT Priolo, Pescara e Catanzaro. Ha conseguito 3 promozioni da serie A2 in serie A1 e ha collezionato 5 presenze in nazionale. Con la squadra del ENIMONT Priolo. Ha conquistato, guidata dell’allenatore Santino Coppa, la Coppa dei Campioni a Cesena il 29 marzo 1990, battendo la corazzata CSKA Mosca.
Ha smesso di giocare a 33 anni perché le sono venuti a mancare a distanza di pochi mesi entrambi i genitori e ha preferito radicarsi a Roma in maniera definitiva. Ha iniziato a lavorare presso un'azienda informatica dove è tuttora impiegata.

## Palmarès
- Coppa dei Campioni: 1
Trogylos Priolo: 1989-1990